# Torrskogs distrikt
Torrskogs distrikt är ett distrikt i Bengtsfors kommun och Västra Götalands län. 
Distriktet ligger i och omkring Bengtsfors. 

## Tidigare administrativ tillhörighet
Distriktet inrättades 2016 och utgörs av socknen Torrskog i Bengtsfors kommun
Området motsvarar den omfattning Torrskogs församling hade vid årsskiftet 1999/2000.